# Huawei P40 Pro
Huawei P40 Pro  — смартфон китайской компании Huawei, флагман серии P40. Официально представлен 26 марта 2020 года.

## Характеристики
- ОС: Android 10 Q, EMUI 10
- Экран: Изогнутый, 90 Hz OLED-экран, диагональ 6,58", разрешение 2640 x 1200 точки,
- Процессор: Kirin 990 5G (7 нм+ EUV). 8 ядер, 2/2 ядра Cortex-A76 с частотой 2,86 и 2,36 ГГц, 4 ядра Cortex-A55 работающие на частоте 1,95 ГГц
- Графика: Mali-G76 MP16
- ОЗУ: 8 ГБ
- ПЗУ: 256 ГБ
- Слот для карты памяти: NanoSD
- Основные камеры: 50MP, 40MP, 12MP
- Фронтальная камера: 32 Мп
- Батарея: 4200 mAh, есть поддержка быстрой 27W беспроводной и 40W проводной зарядки
- Материалы корпуса: Стекло, металл
- Интерфейсы: USB 3.1 Type-C, NFC, Bluetooth 5.0, Wi-Fi a/b/g/ac
- Дополнительно: оптический подэкранный сканер отпечатков пальцев, датчик приближения, гироскоп, акселерометр, защита от воды по стандарту IP68

## Камера
Производством оптики для камер Huawei P40 Pro занимается немецкая компания Leica.
Основная камера: 50MP, f/1.9
Широкоугольная камера: 40MP, f/2.2
Телевик: 5x, 12MP, f/3.4